# Rowanzi
Rowanzi (ukrainisch Рованці; russisch Рованцы Rowanzy, polnisch Rowańce) ist ein Dorf in der ukrainischen Oblast Wolyn mit etwa 1200 Einwohnern (2001).
Das erstmals 1230 schriftlich erwähnte Dorf gehörte bis 1793 zur Adelsrepublik Polen-Litauen. Mit den Teilungen Polens fiel die Ortschaft an das Russische Kaiserreich und lag dort bis zum Ende des Ersten Weltkriegs im Gouvernement Wolhynien. Anschließend wurde Rowanzi der Sowjetunion zugeschlagen und kam dort zur Ukrainischen SSR. Seit dem Zerfall der Sowjetunion 1991 ist es ein Teil der unabhängigen Ukraine.
Die Ortschaft liegt auf einer Höhe von 191 m am rechten Ufer des Styr. Sie ist von Westen, Norden und Osten vom Rajon- und Oblastzentrum Luzk umgeben und stößt im Süden an das Gemeindezentrum Boratyn.
Im Frühjahr 2014 wurden in Rowanzi archäologische Rettungsgrabungen durchgeführt, in deren Verlauf ein Objekt aus dem 10.–11. Jahrhundert entdeckt wurde. Man fand zudem 40, nach christlichem Brauch bestattete Körper aus verschiedenen Zeiten, die zumeist ohne Beilagen beerdigt wurden. Lediglich drei von ihnen waren mit begleitender Ausrüstung bestattet.
Insgesamt bestehen die Fundstücke aus drei Töpfen, drei Münzen und zweiundfünfzig Silber- und Bronzeschmuckstücken, die sich inzwischen in einem Museum in Luzk befinden.
Am 5. Juli 2017 wurde das Dorf ein Teil neu gegründeten Landgemeinde Boratyn, bis dahin war sie Teil der Landratsgemeinde Boratyn im Zentrum des Rajons Luzk.